# Engelhard
Az Engelhard germán eredetű férfinév, első eleme az angil, angel törzs nevéből ered, a második elem jelentése erős, merész.

## Gyakorisága
Az 1990-es években szórványos név, a 2000-es években nem szerepel a 100 leggyakoribb férfinév között.

## Névnapok
- március 12.[2]

## Híres Engelhardok
Hocheiser Engelhard, 
Majoros Engelhard